# Anilios longissimus
Espèce
Synonymes
- Ramphotyphlops longissimus Aplin, 1998
- Austrotyphlops longissimus (Aplin, 1998)

Anilios longissimus est une espèce de serpents de la famille des Typhlopidae. 

## Répartition
Cette espèce est endémique de l'île de Barrow en Australie-Occidentale en Australie.

## Description
L'holotype d'Anilios longissimus, une femelle adulte, mesure 268 mm dont 2,4 mm pour la queue. Cette espèce a le corps translucide, sans pigmentation autre que celle de ses très petits yeux.

## Étymologie
Son nom d'espèce, du latin longissimus, « très long », lui a été donné en référence à son corps très effilé.

## Publication originale
- Aplin, 1998 : Three new blindsnakes (Squamata: Typhlopidae) from northwestern Australia. Records of the Western Australian Museum, vol. 19, no 1, p. 1-12 (texte intégral).